# Asociación de Empresas Eléctricas de Chile
Empresas Eléctricas A.G. (o Asociación de Empresas Eléctricas de Chile A.G.) es la asociación gremial chilena que agrupa las compañías de distribución y transmisión eléctricas. Afiliada a la SOFOFA.

## Historia
La asociación fue creada el 15 de marzo de 1916 como reacción al Decreto N.º 771 de 1915 del Ministerio del Interior que disponía que todas las tarifas de las empresas eléctricas no aprobadas por Ley, debían ser aprobadas por el presidente de la República. El impulsor de dicha agrupación fue Carlos Alberto Johanssen, propietario de la Empresa Eléctrica de Coquimbo y Guayacán, quien el 1 de diciembre de 1915 invitó a las demás empresas eléctricas a agruparse y hacer frente a la contingencia.

## Misión
Empresas Eléctricas A.G. es un canal de comunicación y colaboración permanente entre sus compañías, las autoridades y demás actores relevantes de la sociedad. Con la solidez de su aporte técnico, participa en la discusión y elaboración de políticas para un sector tan esencial como es el energético. 
En conjunto con sus asociados, Empresas Eléctricas A.G. vela por la entrega de un servicio eficiente y de calidad a cada uno de sus consumidores y por la discusión e implementación de políticas públicas que tiendan al desarrollo armónico de nuestra economía, matriz energética y cuidado del medio ambiente. A través de ello, busca contribuir a un compromiso responsable que se traduzca en una mejor calidad de vida para la comunidad.

## Estructura interna

### Directorio
Empresas Eléctricas A.G. es dirigida a través de un Directorio Colegiado compuesto por 5 miembros, en representación de cada uno de los grupos propietarios de las principales empresas de distribución y transmisión eléctrica en el país. Actualmente, su Presidente es el Señor Francisco Mualim T. y su Vicepresidente es el Señor Francisco Alliende.

### Administración
La administración de Empresas Eléctricas A.G. está a cargo de un Director Ejecutivo, quien reúne el rol de vocero y representante legal del gremio. Desde junio del año 2006 el cargo ha sido ejercido por el abogado y académico Sr. Rodrigo Castillo Murillo.
A su vez, cuenta con una dirección técnica, una dirección de estudios, un área de comunicaciones y un área legal.
A partir del año 2010, Empresas Eléctricas A.G. cuenta, además, con un área de certificación y capacitación de competencias laborales.

## Integrantes
- CGE (Corporación Estatal de la Red Eléctrica de China)
  - CGE Distribución
  - CONAFE
  - EDELMAG
  - Empresas EMEL
    - Elecda
    - Eliqsa
    - Emelari
    - Emelat
    - Emelectric
    - Emetal
- Enel Chile
  - Empresa Eléctrica de Colina
  - Luz Andes
- Grupo SAESA
  - SAESA
  - FRONTEL
  - Edelaysen
  - Luz Osorno
- Chilquinta Energía (Corporación Estatal de la Red Eléctrica de China)
  - Energía de Casablanca
  - Litoral (Compañía Eléctrica del Litoral)
  - Luz Parral
  - Luz Linares
- Emelca (Empresa Eléctrica de Casablanca)
- Empresa Eléctrica Puente Alto
- Empresa Eléctrica Municipalidad de Til Til

### Empresas de transmisión
- Transelec Chile
  - HQI Transelec Norte
- CGE
  - CGE Transmisión
- Grupo SAESA
  - STS

## Iniciativas en que participa
Empresas Eléctricas A.G. participa de manera prioritaria en diversas iniciativas destinadas a la discusión propositiva en temas de políticas públicas relacionadas con Energía, Medio Ambiente y Clima.
- Iniciativa Escenarios Energéticos Chile 2030